# Gumercindo López
Gumercindo López es un futbolista mexicano que jugó para el Club Necaxa. 

## Historial
Fue campeón de la Temporada 1932-1933 junto con sus compañeros Ernesto Pauler, Antonio Azpiri, Marcial Ortiz, Guillermo Ortega, Ignacio Ávila, Vicente García, Julio Lores, José Ruvalcaba, Lorenzo Camarena y Luis "Pichojos" Pérez, jugando la final contra el Atlante, con resultado final de 9-0 a favor del Necaxa. 

## Clubs
- Club Necaxa

- Datos: Q5407019